# Китка (кряж)
Китка (або Узунджа баір) — це низький хребет з північно-східних розгалюжень системи Странджі, розташований на території Бургаської області.
Хребет простягається з південного заходу на північний схід близько 10 км, а його ширина — 3-4 км.  На північному заході  долина Ропотамо відокремлює його від  хребта Бакарлак, а на півдні досягає широкої долини річки Диявол.  На північ, схід і південний схід його скелясті схили круто спускаються до Чорного моря і закінчуються чіткими мисами - Коракя, Свєта Параскєва, Беглікташ,  Маслен ніс та інші.
Його найвища точка — пік Китка  (214,7 м) піднімається близько 4 км на півноч від міста Приморсько.  Вона склдена в основному з плутонічних порід.  За рідкісним винятком вона густо заросла листяними лісами. Тут беруть початок  невеликі річки та балки.
Його північно-східна частина потрапляє в природний заповідник "Ропотамо", де є характерне скальне утворення "Левова голова".  У східній частині розташоване фракійське мегалітичне святилище Беглік-Таш.
Через кряж з півночі на південь протягом 4 км проходить ділянка дороги другого класу №99 Бургас - Царево - Малко Тирново.

## Топографічна карта
- Аркуш карти K-35-56. Масштаб: 1 : 100 000.
- Аркуш карти K-35-68 Мичурин. Масштаб: 1 : 100 000. Стан місцевості на 1980 р. Видання 1986 р. (рос.)